# Esentepe, Ceyhan
Esentepe là một xã thuộc huyện Ceyhan, tỉnh Adana, Thổ Nhĩ Kỳ.